# Nanako Todo
Nanako Todo (東藤 なな子, Todo Nanako, 20 de novembro de 2000) é uma jogadora japonesa de basquete profissional que atualmente joga pelo Toyota Sunshine Rabbits da Women's Japan Basketball League.
Ela conquistou a medalha de prata nos Jogos Olímpicos de Verão de 2020 com a seleção do Japão.